# 索哈切夫縣

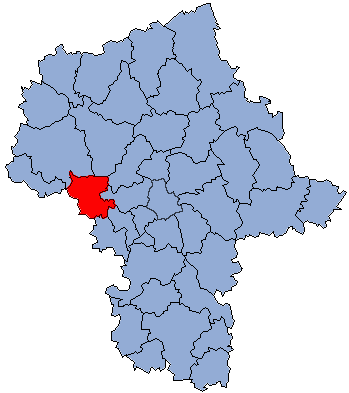

52°13′45″N 20°14′19″E / 52.22917°N 20.23861°E
索哈切夫縣（波蘭語：Powiat sochaczewski），是波蘭的縣份，位於該國中東部，由馬佐夫舍省負責管轄，首府設於索哈切夫，面積731平方公里，2006年人口83,318，人口密度每平方公里110人。